# États-Unis aux Jeux olympiques d'hiver de 1992
Les États-Unis participent aux Jeux olympiques d'hiver de 1992, organisés à Albertville en France. Cette nation prend part aux Jeux olympiques d'hiver pour la seizième fois de son histoire. La délégation américaine, formée de 147 athlètes (97 hommes et 50 femmes), remporte 11 médailles (5 d'or, 4 d'argent et 2 de bronze) et se classe au cinquième rang du tableau des médailles.

## Médaillés
| Médaille | Nom                                                       | Discipline                           | Épreuve                    |
| -------- | --------------------------------------------------------- | ------------------------------------ | -------------------------- |
| Or       | Kristi Yamaguchi                                          | Patinage artistique                  | Simple femmes              |
| Or       | Bonnie Blair                                              | Patinage de vitesse                  | 500 mètres femmes          |
| Or       | Bonnie Blair                                              | Patinage de vitesse                  | 1 000 mètres femmes        |
| Or       | Cathy Turner                                              | Patinage de vitesse sur piste courte | 500 mètres femmes          |
| Or       | Donna Weinbrecht                                          | Ski acrobatique                      | Bosses femmes              |
| Argent   | Paul Wylie                                                | Patinage artistique                  | Simple hommes              |
| Argent   | Darcie Dohnal Amy Peterson Cathy Turner Nikki Ziegelmeyer | Patinage de vitesse sur piste courte | Relais femmes 3 000 mètres |
| Argent   | Diann Roffe                                               | Ski alpin                            | Slalom géant femmes        |
| Argent   | Hilary Lindh                                              | Ski alpin                            | Descente femmes            |
| Bronze   | Nancy Kerrigan                                            | Patinage artistique                  | Simple femmes              |
| Bronze   | Nelson Carmichael                                         | Ski acrobatique                      | Bosses hommes              |